# Драпеко, Елена Григорьевна
Елена Григорьевна Драпе́ко (род. 29 октября 1948 года, Уральск, КазССР, СССР) — советская и российская киноактриса, политик. Депутат Государственной думы Российской Федерации с 2000 года.
В Государственной думе VII созыва входила во фракцию «Справедливая Россия». Первый заместитель председателя комитета по культуре. Заслуженная артистка РСФСР (1980), снялась более чем в 60 фильмах.
За поддержку вторжения России на Украину, находится под международными санкциями Евросоюза, США и ряда других стран.

## Биография
Предки по отцовской линии — украинцы, выходцы из Черниговской губернии Новгород-Северского уезда село Ображеевка (Преображенское) — в начале XX века переселились в Башкирию. Предки по материнской линии — из староверов, в петровские времена переселившиеся на Урал.
Елена Драпеко родилась 29 октября 1948 года в городе Уральске Западно-Казахстанской области Казахской ССР. В 1966—1968 годах училась на факультете режиссуры народных театров Ленинградского института культуры имени Н. К. Крупской. В 1972 году окончила ЛГИТМиК, курс Л. Ф. Макарьева.
В 1972—1992 годах — актриса киностудии «Ленфильм»; снялась в фильмах «А зори здесь тихие», «Вечный зов», «Самый жаркий месяц», «Безотцовщина», «Полынь — трава горькая», «Одиноким предоставляется общежитие».
Муж (с 1978 по 1991 годы) — Олег Белов (1934—2023), актёр.
Дочь — Анастасия Драпеко (род. 03.04.1984).

### Политическая деятельность

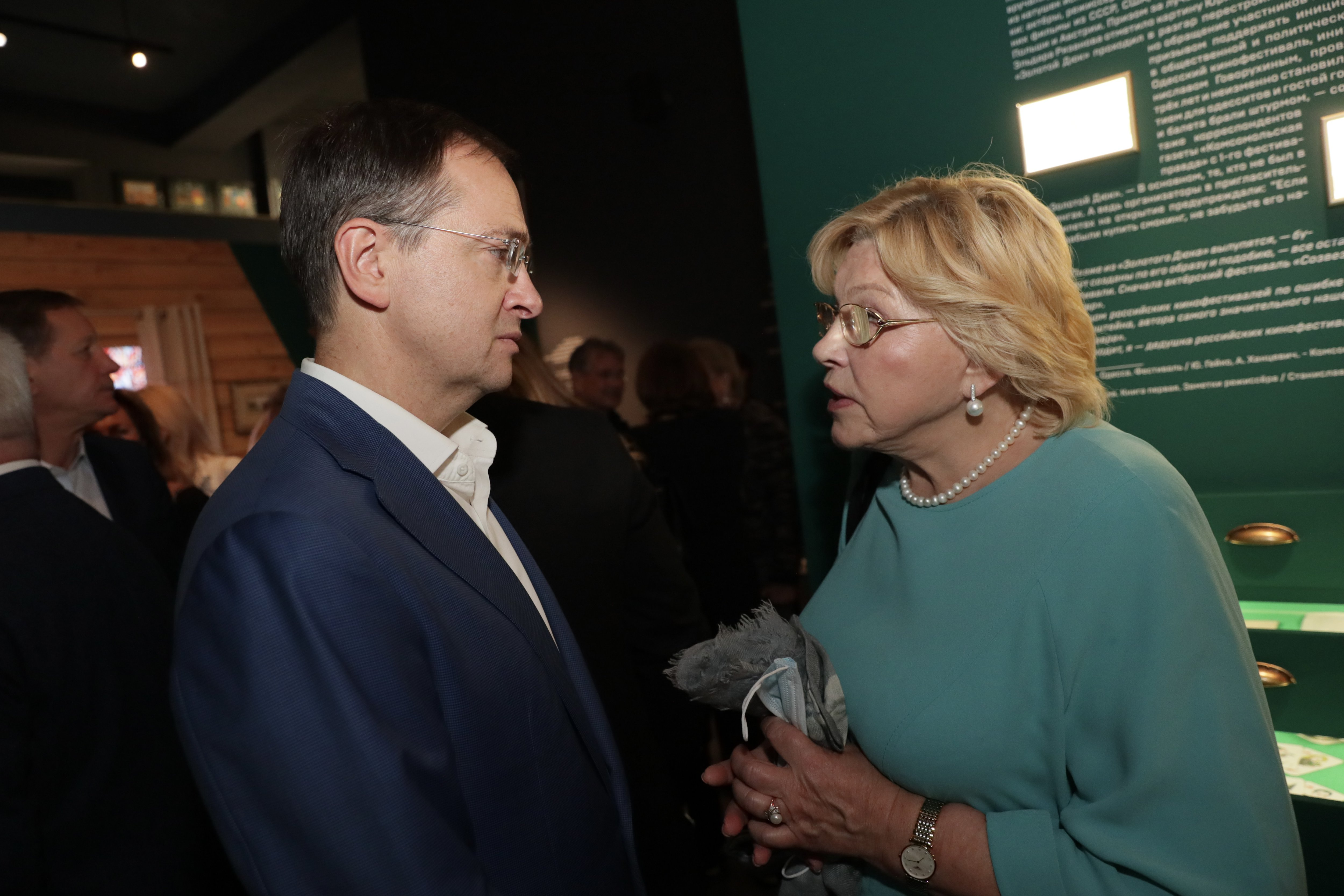
Помощник Президента РФ Владимир Мединский и Первый заместитель Председателя Комитета по культуре Елена Драпеко на открытии выставки «Вертикаль» ко дню рождения Станислава Говорухина, 2021 год

В 1992—1993 годах — председатель Комитета по культуре и туризму мэрии Санкт-Петербурга; в 1993—1994 годах — вице-президент Гильдии актёров кино России; с 1994 года — профессор Санкт-Петербургского гуманитарного университета профсоюзов. С 1996 года входила в состав президиума общественного движения «Народно-патриотический союз России». В сентябре 1999 года возглавила движение «Духовное наследие Родины», которое откололось от движения «Духовное наследие» Алексея Подберёзкина и поддержало КПРФ на выборах в Государственную думу.
В 2004 году на учредительном съезде Всероссийской Коммунистической партии будущего была избрана секретарём ЦК.
19 декабря 1999 года избрана депутатом Государственной Думы третьего созыва по списку КПРФ, была членом Агропромышленной депутатской группы, заместителем председателя Комитета по культуре и туризму. 7 декабря 2003 года избрана депутатом Государственной Думы четвёртого созыва по списку КПРФ, была членом фракции КПРФ.
В 2007 году избрана депутатом Государственной думы пятого созыва от партии «Справедливая Россия: Родина / Пенсионеры / Жизнь».
В марте 2021 года Драпеко предложила запретить певице Manizha выступать на конкурсе «Евровидение» под российским флагом, так как «это не лучшая исполнительница от России», а в декабре того же года — поддержала выход нового альбома Мирона Фёдорова (Оксимирона) «Красота и уродство», пожелав рэперу успехов и удачи.
Является Секретарём Президиума Центрального совета партии «Справедливая Россия — Патриоты — За правду» по вопросам культурной политики, членом Президиума Центрального совета партии, членом Центрального совета партии и почётным членом партии.
На выборах в Законодательное собрание Санкт-Петербурга 2021 годы была избрана от регионального отделения партии «Справедливая Россия», однако отказалась от должности депутата ЗАКСа, так как прошла на выборах в Государственную Думу VIII созыва.

### Общественная деятельность
В 1980—1990 годах — член ЦК профсоюза работников культуры. Была членом правления Союза кинематографистов России, членом совета движения «Женщины Санкт-Петербурга», председателем Санкт-Петербургского отделения движения «Духовное наследие». Член постоянной комиссии Межпарламентской ассамблеи государств — участников СНГ по культуре, информации, туризму и спорту. Действительный член Международной славянской академии наук, член-корреспондент Петровской академии наук и искусств, действительный член Академии туризма. На странице Елены Драпеко на сайте Государственной думы указано, что она является кандидатом социологических наук. По словам Драпеко, защита проходила в «Международной академии образования», «ученые степени» которой не признаются Высшей аттестационной комиссией.

### Инициативы
В 2022 году, на фоне вторжения России на Украину, предложила объявить Валерия Меладзе иностранным агентом. В марте 2022 года, из-за ухода голливудских компаний из России, Елена Драпеко предложила заменить западные фильмы в российском прокате на китайские, индийские, казахские и узбекские киноленты.
В марте 2024 года в составе группы депутатов внесла на рассмотрение парламента законопроект, чтобы в библиотеках ограничили доступ к книгам иностранных агентов или включенных в реестр экстремистов и террористов.

## Санкции
В 2022 году Драпеко поддержала нападение России на Украину, назвав вторжение на Украину «превентивным ударом».
30 сентября 2022 года была внесена в санкционный список США в ответ на «фиктивные референдумы» и «аннексию территорий Украины российскими оккупационными силами». Государственный департамент отмечает, что депутаты единогласно приняли закон о фейках, а некоторые депутаты сыграли ключевую роль в распространении российской дезинформации о войне.
16 декабря 2022 года внесена в санкционный список Евросоюза за поддержку и реализации политики, подрывающую территориальную целостность, суверенитет и независимость Украины, так как «проголосовала за незаконную аннексию областей Донецкой, Луганской, Херсонской и Запорожской областей и их включение в состав Российской Федерации».
23 февраля 2023 года внесена в санкционный список Канады «близких соратников режима» за «законодательство, связанное с вторжением и попыткой аннексии четырех регионов Украины».
По аналогичным основаниям находится под санкциями Швейцарии, Украины и Новой Зеландии.

## Награды и премии
- орден Почёта (11 октября 2018) — за большой вклад в укрепление российской государственности, развитие парламентаризма и активную законотворческую деятельность[25]
- орден Дружбы (12 июня 2013) — за большой вклад в развитие российского парламентаризма и активную законотворческую деятельность[26]
- Заслуженная артистка РСФСР (1980)
- премия Ленинского комсомола (1979) — за исполнение роли Ольги Муромцевой в фильме «Безотцовщина» (1976)
- медаль «В память 850-летия Москвы» (1997)
- медаль «В память 300-летия Санкт-Петербурга» (2003)
- медаль «К 100-летию Шолохова»
- Почётный знак «За заслуги в развитии культуры и искусства» (27 марта 2017, Межпарламентская ассамблея СНГ) — за значительный вклад в формирование и развитие общего культурного пространства государств — участников Содружества Независимых Государств, в реализацию идей сотрудничества в сфере культуры и искусства[27]
- Медаль «За укрепление парламентского сотрудничества» (29 ноября 2018, Межпарламентская ассамблея СНГ) — за особый вклад в развитие парламентаризма, укрепление демократии, обеспечение прав и свобод граждан в государствах — участниках Содружества Независимых Государств[28].
- Медаль «МПА СНГ. 25 лет» (27 марта 2017, Межпарламентская ассамблея СНГ) — за заслуги в деле развития и укрепления парламентаризма, за вклад в развитие и совершенствование правовых основ функционирования Содружества Независимых Государств, укрепление международных связей и межпарламентского сотрудничества[29].
- Орден Святой равноапостольной княгини Ольги III степени (29 октября 2023) — во внимание к вкладу в сохранение традиционных ценностей в обществе и в связи с 75-летием со дня рождения
- Благодарность Правительства Российской Федерации (20 августа 2015) — за заслуги в законотворческой деятельности и многолетний добросовестный труд[30]
- почётная грамота[какая?][источник?][значимость факта?]
- памятный знак Государственной Думы.[источник?][значимость факта?]

## Фильмография
- 1972 — А зори здесь тихие — Лиза Бричкина (в титрах — Дропеко)
- 1972 — Меченый атом — Оля
- 1972 — Круг — младший сержант ГАИ
- 1972 — Вот моя деревня — эпизод
- 1973 — Вечный зов — Вера, дочь Кирьяна Инютина и Анфисы
- 1973 — Я служу на границе — Ася, девушка с фабрики «Красная швея»
- 1973 — Крах инженера Гарина — дежурная в гостинице (нет в титрах)
- 1974 — Белая дорога — Таня
- 1974 — Свой парень — Варвара
- 1974 — Самый жаркий месяц — Зоя
- 1975 — Шаг навстречу — Катя
- 1975 — Белая дорога — Таня
- 1976 — Старые друзья — Дуся
- 1976 — Безотцовщина — Ольга Муромцева
- 1977 — Открытая книга — Лена Быстрова
- 1977 — Между ночью и днём / Zwischen Nacht und Tag (ГДР) — Зинаида
- 1977 — А у нас была тишина… — Манефа Барабанова
- 1978 — Хористка (короткометражный) — Паша
- 1978 — Пробивной человек — Валя
- 1978 — Живите в радости — Ульяна, жена Пряжкина
- 1978 — Версия полковника Зорина —  Дарья Егорова, «Дуся»
- 1979 — Крик гагары — Вера
- 1979 — Вторая весна — Глаша
- 1980 — Мужество — Клава
- 1980 — Тихие троечники — мать Веденеева
- 1980 — Пора летних гроз
- 1982 — Родителей не выбирают — Катя
- 1982 — Полынь — трава горькая — Дуся Микишина
- 1982 — Каракумы, 45 в тени — Вера
- 1982 — Грибной дождь — Зоя Ивановна Волошина
- 1982 — Пусть он выступит… — Линда Дэвис, горничная Маргарет Чалмерс
- 1982 — Следы остаются (телеспектакль) — Верка-Тараторка
- 1983 — Одиноким предоставляется общежитие — Нина Александровна, жена Вартана
- 1983 — Я тебя никогда не забуду — Маша Полунина
- 1984 — Первая конная
- 1985 — Фотография на память — мать Кольки
- 1986 — Кто войдёт в последний вагон — соседка Инны в пансионате
- 1986 — На перевале — Валя
- 1987 — Железный дождь — Зинка
- 1990 — В полосе прибоя — продавщица, соседка Ровнина
- 1991 — Семь дней с русской красавицей — экскурсовод / церемониймейстерша (в титрах — Драпека)
- 1992 — Тишина — Шурочка, буфетчица
- 1993 — Окно в Париж — завуч «Бизнес-лицея»
- 1994 — Последнее дело Варёного — Варенцова
- 1998 — Горько! — родственница
- 2000 — Бандитский Петербург. Фильм 2. Адвокат — следователь прокуратуры Мария Сергеевна Плоткина (1 серия)
- 2003 — Свободная женщина 2 — мать Наташи
- 2004 — Родственный обмен — Марина
- 2005 — Я тебя обожаю… — мать Лены
- 2005 — Люби меня — Серафима Павловна
- 2006 — Сонька — Золотая Ручка — старший конвоир
- 2010 — Смерть в пенсне, или Наш Чехов — Люба (Раневская)
- 2010 — Залезь на Луну — Ольга Петровна
- 2013 — Женский день — Тамара Васильевна, хлебосольная бухгалтерша
- 2014 — Шаманка — Ольга Белозорова
- 2019 — Я не такой. Я не такая — мать Любы

## Избранные работы

### Книги
- Богданов Е. И., Большакова Г. И., Драпеко Е. Г, Исаев Н. В. Экономика и управление на предприятии туризма. — Соликамск: СГПИ, 2011. — 356 с.
- Драпеко Е. Г. Лиза Бричкина — навсегда. — М.: Эксмо, 2005. — 352 с.

### Статьи
- Драпеко Е. Г. О совершенствовании нормативно-законодательной базы сохранения и развития туристско-экскурсионных объектов памятников истории и культуры в РФ // Туристские фирмы. Национальный туристский журнал. — 2004. — Вып. 34 (2). — С. 40—43.
- Драпеко Е. Г. Современные законодательные аспекты охраны объектов культурного наследия // Культурное наследие Российского государства. — СПб., 2000. — Вып. 2. — С. 47—50.
- Драпеко Е. Г. Художественное образование в условиях современного общества // Труды Санкт-Петербургского государственного университета культуры и искусства. — 2012. — Т. 194. — С. 8—12.
- Драпеко Е. Г., Азаров С. О. Совершенствование уголовно-процессуального кодекса и правоприменительной практики — показатель стабильности государственного устройства // Социология и право. — 2011. — № 1 (7). — С. 74—77.
- Драпеко Е. Г., Глущенко П. П. Институт правоохранительной деятельности: теория и практика, история и современность // Социология и право. — 2012. — № 3 (15). — С. 31—38.
- Драпеко Е. Г., Глущенко П. П. Конституционные права и свободы граждан в механизме культурно-правовых отношений // Учёные записки Санкт-Петербургской академии управления и экономики. — 2011. — № 1 (31). — С. 110—119.
- Драпеко Е. Г.,Надиров А. Н., Богданов Е. И. Туризм в Санкт-Петербурге: проблемы, пути их решения // RTV- Press. — 1993. — № 6.
- Драпеко Е. О совершенствовании законодательного регулирования полномочий региональных и местных органов власти в сфере культуры // Самоуправление. — 2013. — № 11. — С. 10—11.
- Драпеко Е. Я отвечаю за всё… // Региональная экономика: Теория и практика. — 2004. — № 3. — С. 10—13.
- Приходько В., Васильев С., Драпеко Е., Соколов А. Общественные слушания по проекту федерального закона «Об образовании в Российской федерации» в торгово-промышленной палате РФ // Юрист ВУЗа. — 2011. — № 4. — С. 14—22.